# Japanese Whispers
Japanese Whispers é a terceira coletânea musical da banda inglesa de rock The Cure. Foi lançado no final de 1983 pela Fiction Records.
Inclui os singles "Let's Go to Bed", "The Walk" e "The Lovecats". As outras faixas são os lados B desses singles, embora "Mr. Pink Eyes" (o segundo lado B de "The Lovecats") não tenha sido incluído. As músicas foram gravadas quando a banda estava em fase de transição depois que o baixista Simon Gallup saiu após uma turnê para promover o álbum anterior, Pornography. Começando com esses singles, Lol Tolhurst mudou da bateria para os teclados, papel que manteve até sua saída em 1989.
Para as faixas dos singles "Let's Go to Bed" e "The Walk", o Cure foi um duo formado por Tolhurst e Robert Smith, com a adição do baterista Steve Goulding (um membro de Graham Parker e do Rumor) para a faixa "Let's Go to Bed". Para o single "The Lovecats", uma banda completa foi montada com a adição do baixista/produtor Phil Thornalley, que havia trabalhado com a banda em Pornography, e do baterista Andy Anderson, uma formação que continuaria para o álbum ao vivo Concert.
Em 1986, as faixas principais dos singles foram incluídas no álbum de compilação Staring at the Sea, enquanto todos os lados B foram incluídos no box set de 2004 Join the Dots.
Japanese Whispers foi o primeiro álbum do Cure a entrar na Billboard 200 nos Estados Unidos, no início de 1984.

## Faixas
Todas as faixas por Robert Smith e Lol Tolhurst excepto 2, 7 e 8
1. "Let's Go to Bed"  – 3:34
2. "The Dream" (Smith) – 3:13
3. "Just One Kiss"  – 4:09
4. "The Upstairs Room"  – 3:31
5. "The Walk"  – 3:30
6. "Speak My Language"  – 2:41
7. "Lament" (Smith) – 4:20
8. "The Lovecats" (Smith) – 3:40

## Créditos
- Robert Smith- Voz, Guitarras, Teclas, Baixo
- Lol Tolhurst - Teclas, Caixa de Ritmos
- Steve Goulding - Bateria (1, 3)
- Phil Thornalley - Baixo (6, 8)
- Andy Anderson - Bateria (6, 8)

## Certificações
| Região                                              | Certificação | Vendas  |
| --------------------------------------------------- | ------------ | ------- |
| Reino Unido (BPI)                                   | Prata        | 60,000^ |
| ^números de vendas baseados somente na certificação |              |         |